# F- en Z-hoeken
Een lijn die twee gegeven evenwijdige lijnen snijdt maakt met elk van de twee lijnen vier hoeken. De evenwijdigheid van de twee gegeven lijnen zorgt ervoor dat een aantal hoeken gelijk zijn.

F-hoeken
Z-hoeken

- De overeenkomende hoeken bij beide evenwijdige lijnen worden F-hoeken genoemd en zijn gelijk.
- Een hoek bij de ene lijn is gelijk aan de overliggende hoek aan de andere lijn, zij worden Z-hoeken genoemd.

Er staan op de figuur hierboven links een voorbeeld van twee F-hoeken, rechts van twee Z-hoeken. De rode delen geven aan waar de namen F- en Z-hoek vandaan komen.

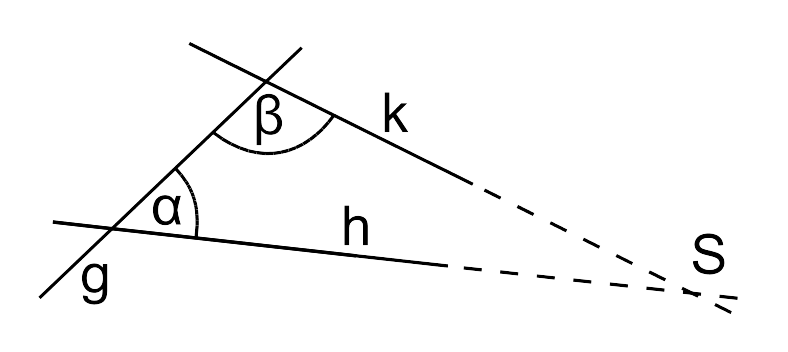
parallellenpostulaat

Voor het bewijs van de stelling wordt van het parallellenpostulaat gebruik gemaakt, dat zegt dat als de som van de hoeken {\displaystyle \alpha } en {\displaystyle \beta } kleiner is dan 180°, de lijnen {\displaystyle h} en {\displaystyle k} een snijpunt {\displaystyle S} hebben.
Het omgekeerde is ook waar: zijn bij twee gegeven lijnen twee F-hoeken of Z-hoeken hetzelfde, dan zijn dit evenwijdige lijnen.
De terminologie wordt vooral in het voortgezet onderwijs gebruikt bij het aanleren van rekenen en redeneren in meetkundige figuren.